# 米丘林斯基农村居民点 (布良斯克州)
米丘林斯基农村居民点（俄语：Мичуринское сельское поселение）是俄罗斯联邦布良斯克州布良斯克区所属的一个农村居民点。其下辖有4个居民点，行政中心为米丘林斯基。据2015年统计，该农村居民点的人口为3697人。